# I regni del fuoco

Logo della serie

I regni del fuoco (Wings of Fire) è una serie di romanzi fantasy per ragazzi dell'autrice Tui T. Sutherland e pubblicato da Scholastic.
Con il primo libro uscito nel 2012, la saga è composta da tre archi narrativi o serie, ciascuna di cinque libri ed è stata arricchita da quattro Winglets (dei corti relativi ad uno specifico personaggio), due Legend (Winglet lunghi quanto i libri) e quattro graphic novel rispettivamente del primo, secondo, terzo e quarto libro.
Al momento sono stati pubblicati 20 libri (senza contare le raccolte dei Winglet o le Graphic Novel). In Italia, il Battello a Vapore, ha pubblicato i cinque libri della prima serie, un Winglet (Prisoners - La Figlia del Destino) e il Legend (Legends Darkstalker - La Leggenda di Darkstalker), 7 in totale più un volume che racchiude i cinque libri principali.
Le copertine dei libri e le immagini dei draghi all'interno sono frutto dell'artista Joy Ang mentre le graphic novel sono state create da Mike Holmes.

## Libri
Serie 1: La Profezia dei Cinque Draghi
- 1 - La Profezia dei Cinque Draghi - 10 maggio 2016

(The Dragonet Prophecy - 1 luglio 2012)
(Graphic Novel pubblicata il 2 gennaio 2018)
La storia viene narrata dal punto di vista di Clay.
Le tribù dei draghi sono in guerra da generazioni per la successione al trono del Regno della Sabbia. Seguendo una misteriosa profezia, però, il gruppo di ribelli chiamato Artigli della pace è determinato a porre fine alla sanguinosa battaglia. Così cinque cuccioli di tribù diverse vengono rapiti ancora nelle loro uova, nascosti per sei anni in una caverna segreta e chiamati, contro la loro volontà, all'estremo sacrificio per riportare la pace. Ma quando un pericolo minaccia la più debole del gruppo, Glory (l'Ali di Pioggia, il cui uovo era stato preso quando l'uovo del Ali di Cielo cadde in un burrone), i cinque prescelti decidono di rovesciare il loro destino...
- 2 - La Principessa Perduta - 25 ottobre 2016

(The Lost Heir - 1 gennaio 2013)
(Graphic Novel pubblicata il 26 febbraio 2019)
La storia viene narrata dal punto di vista di Tsunami.
I draghi del destino ancora non credono di essere sopravvissuti all'arena della sanguinaria regina Scarlet e di essere riusciti a fuggire dalle prigioni del Regno del Cielo. Finalmente sono in viaggio verso il Regno del Mare e Tsunami, ora che ha scoperto di essere una principessa, attende con ansia di conoscere i suoi sudditi e riunirsi alla madre. Ma l'ingresso trionfale nel regno non è come lei se lo aspettava. La regina Coral, infatti, accoglie la figlia a braccia aperte ma la avverte anche che, a palazzo, intrighi e tradimenti sono in agguato. Un misterioso assassino da anni uccide tutte le eredi al trono e Tsunami sembra non avere scampo...
- 3 - Nel Cuore della Foresta - 11 aprile 2017

(The Hidden Kingdom - 28 maggio 2013)
(Graphic Novel pubblicata il 15 ottobre 2019)
La storia viene narrata dal punto di vista di Glory.
I draghi del destino non sanno cosa aspettarsi dal misterioso Regno della Foresta. Le antiche pergamene rivelano molto poco dei suoi abitanti. Sotto la guida attenta di Glory, i cinque amici si sono spinti fino ai margini della foresta pluviale e hanno scovato le prime tane degli Ali di Pioggia nascoste tra le cime degli alberi secolari. In apparenza nel villaggio la vita procede tranquilla, ma qualcosa non torna... da qualche tempo si verificano strane sparizioni di cui nessuno sembra preoccuparsi, nemmeno la regina. E se l'intervento di Glory e dei suoi compagni trasformasse il pacifico Regno della Foresta nel teatro della più feroce delle guerre?
- 4 - L'Oscuro Segreto - 20 giugno 2017

(The Dark Secret - 29 ottobre 2013)
(Graphic Novel in uscita il 29 dicembre 2020)
La storia viene narrata dal punto di vista di Starflight.
I misteriosi Ali di Notte custodiscono gelosamente i loro segreti: nessuno sa dove vivano, chi sia la loro regina e quali alleanze vogliano stringere nella guerra. Ma ora che lo hanno rapito, Starflight ha finalmente l'occasione di conoscere i draghi della sua tribù, che lo voglia oppure no. Ben presto scopre che Glory aveva detto la verità a proposito degli innocenti Ali di Pioggia imprigionati nelle caverne dell'oscuro e orribile Regno della Notte. Ma per poterli aiutare, Starflight innanzitutto deve cercare di salvarsi e tornare dai suoi amici. Il destino di due regni è nelle sue zampe, e stavolta dovrà mostrarsi coraggioso, o sarà troppo tardi.
- 5 - La Notte delle Tre Lune - 26 settembre 2017

(The Brightest Night - 25 marzo 2014)
La storia viene narrata dal punto di vista di Sunny.
Sunny ha sempre preso molto sul serio la profezia. Se lei, Clay, Tsunami e Starflight avessero anche solo un'opportunità di salvare i Regni del Fuoco, non esiterebbe un attimo a fare tutto il necessario, compreso scegliere la nuova regina degli Ali di Sabbia. Purtroppo però sembra che nessuno sia disposto ad ascoltarla, e le sconvolgenti rivelazioni di Moroser le hanno insinuato il tarlo del dubbio: è davvero possibile porre fine alla guerra o tutti i loro sacrifici sono stati vani? Ma tra le dune del deserto l'aspettano segreti sepolti e rivelazioni inaspettate che l'aiuteranno a capire se il destino sia già segnato oppure se cinque giovani draghi possano davvero cambiare le cose.
Il 15 ottobre 2019 è stato pubblicato I Regni del Fuoco - La Saga che racchiude tutti e 5 i libri in un unico volume.
Serie 2: The Jade Mountain Prophecy
- 6 - Moon Rising - 30 dicembre 2014

La storia viene narrata dal punto di vista di Moon.
- 7 - Winter Turning - 30 giugno 2015

La storia viene narrata dal punto di vista di Winter.
- 8 - Escaping Peril - 29 dicembre 2015

La storia viene narrata dal punto di vista di Peril.
- 9 - Talons of Power - 27 dicembre 2016

La storia viene narrata dal punto di vista di Turtle.
- 10 - Darkness of Dragons - 25 luglio 2017

La storia viene narrata dal punto di vista di Ghibli (Qibli).
Serie 3: The Lost Continent Prophecy
- 11 - The Lost Continent - 26 giugno 2018

La storia viene narrata dal punto di vista di Blue.
- 12 - The Hive Queen - 26 dicembre 2018

La storia viene narrata dal punto di vista di Cricket.
- 13 - The Poison Jungle - 25 giugno 2019

La storia viene narrata dal punto di vista di Sundew.
- 14 - The Dangerous Gift - 2 marzo 2021

La storia viene narrata dal punto di vista della Regina Snowfall.
- 15 -

Extra - Legend
- La Leggenda di Darkstalker - 9 ottobre 2018

(Legend: Darkstalker - 28 giugno 2016)
La storia viene narrata dal punto di vista di Darkstalker, Clear (Clearsight) e Fatom (Fathom).
Nel Regno del Mare, un giovane principe che ha appena scoperto di essere un drago stregone si ritrova ad affrontare le terribili conseguenze di un uso sconsiderato della magia. Una cucciola Ali di Notte con il dono della preveggenza è ossessionata da catastrofiche visioni di un futuro che vorrebbe cambiare a ogni costo. Nello stesso momento alla luce di tre lune piene, sotto lo sguardo della madre Ali di Notte e del padre Ali di Ghiaccio, un drago oscuro e potente sta per venire alla luce: si chiamerà Darkstalker ed è destinato a cambiare per sempre il futuro dei Regni del Fuoco.
- Legend: Dragonslayer - 3 marzo 2020

La storia viene narrata dal punto di vista di tre Scavenger (esseri umani): Ivy, Leaf e Wren.
Ivy non si fida del Dragonslayer ('uccisore di draghi'). Potrà pur essere suo padre e il beneamato capo di Valor, ma sa che nasconde ben più del tesoro del drago della sabbia che ha ucciso due decenni fa.
Leaf non si fida dei draghi. Sono il motivo per cui la sua amata sorella, Wren, è morta, e adesso farà il possibile per ucciderne almeno uno.
Wren non si fida di nessuno. Ha ripudiato gli umani dopo che il suo villaggio ha tentato di offrirla in sacrificio ai draghi. Ha un solo amico, un piccolo e bellissimo drago delle montagne di nome Sky, e non hanno bisogno di nessun altro.
In un mondo di draghi, gli umani che bazzicano sotto le zampe sono facili da ignorare. Ma Ivy, Leaf e Wren incrocieranno i loro cammini con i draghi in modi che potrebbero cambiare il destino di entrambe le specie. In un nuovo futuro possibile per entrambi...dove gli umani possono guardare al cielo con speranza invece che terrore?
Extra - Winglet
(Corti relativi alle vicende di uno specifico personaggio, mirati ad arricchire la storia principale)
- La Figlia del Destino - 19 settembre 2017

(Prisoners - 31 marzo 2015)
Ambientato tra gli eventi de La Notte delle Tre Lune e Moon Rising, questo corto ha come protagonista Feryn (Fierceteeth), sorella di Starflight, imprigionata e intenta a scrivere delle lettere alla sua guardia, un Ali di Sabbia di nome Saguaro, per convincerlo a liberarla e ad unirsi a lei nel voler togliere il trono alla Regina Glory e alla Regina Thora (Queen Thorn); prima che la guardia liberi lei e Pegaso (Strongwings), Feryn scrive una serie di lettere appunto alla guardia che raccontano la sua vita fino a quando i Draghi del Destino si sono schiusi.
- Assassin - 29 settembre 2015

Ambientato prima degli eventi de La Profezia dei Cinque Draghi, racconta la storia di Mortifer (Deathbringer).
- Deserter - 29 marzo 2016

Corto dedicato a Sei-Artigli (Six-Claws) nel Regno della Sabbia durante il regno della Regina Oasis e dopo la sua morte.
- Runaway - 27 settembre 2016

Ambientato tra il Prologo e il Capitolo 1 de La Leggenda di Darkstalker spiega più in dettaglio come si sono innamorati Freemind (Foeslayer) e il Principe Arctic e di come siano fuggiti assieme nel Regno della Notte.
I primi tre Winglet (Prisoners, Assassin e Deserter) sono stati pubblicati assieme in versione cartacea nel settembre 2016 in quanto, separatamente, sono ottenibili solo in versione e-book. Il 27 aprile 2019 è stato pubblicato un flipbook contenente Assassin da un lato e Deserter dall'altro. Il 6 ottobre 2020 è pianificata la pubblicazione di The Winglets Quartet ovverto la raccolta cartacea di tutti e quattro i Winglet (quindi la prima copia cartacea a contenere anche Runaway, l'unico Winglet finora mai pubblicato cartaceo)
Il 4 maggio 2021 sarà pubblicato Forge your Dragon World con illustrazioni di Mike Holmes che permetterà ai fan di creare i loro draghi e le loro storie.